# Leisach
Leisach je obec v Rakousku ve spolkové zemi Tyrolsko v okrese Lienz.
Žije zde 823 obyvatel (1. 1. 2011).